# Paracondyloides flavofasciatus
Paracondyloides flavofasciatus är en skalbaggsart som beskrevs av Stefan von Breuning 1978. Paracondyloides flavofasciatus ingår i släktet Paracondyloides och familjen långhorningar. Inga underarter finns listade i Catalogue of Life.